# Chiesa dei Santi Giovanni Battista e Biagio
La chiesa dei Santi Giovanni Battista e Biagio è la parrocchiale di Romanengo, in provincia e diocesi di Cremona; fa parte della zona pastorale 2.

## Storia
La prima citazione di una chiesa a Romanengo risale al 1385 ed è contenuta nel Liber Synodalium, dal quale si apprende che dipendeva dalla pieve di Bressanoro.
Nella relazione della visita del 1601 del vescovo di Cremona Cesare Speciano si legge che i fedeli ammontavano a 2000, che a servizio della cura d'anime vi erano parroco e tre sacerdoti coadiutori e che la parrocchiale, inserita nel vicariato foraneo di Soncino, era sede delle due società del Santissimo Rosario e del Santissimo Sacramento e aveva come sussidiari gli oratori di San Giorgio, di San Martino, di San Giorgio, di San Bernardo in località Melotta, di San Rocco in contrada Albera e di Santa Maria Maddalena a Ronco Todeschino.
Se tra il 1779 e il 1780, in occasione del censimento effettuato nelle parrocchie del Ducato di Milano, il numero dei fedeli era pari a 1346, nel 1786 lo stesso risultava di 1475.
L'evento sismico del 1802, che interessò la valle dell'Oglio e un'ampia area tra il bresciano e il cremonese, provocò il crollo della chiesa romanenghese. La nuova parrocchiale neoclassica, disegnata da Faustino Rodi, venne costruita tra il 1807 e il 1813 e poi consacrata dal vescovo Omobono Offredi.

## Descrizione

### Facciata
La facciata della chiesa, rivolta a sudest e coronata dal timpano di forma triangolare, è anticipata dal pronao tetrastilo con colonne cornzie e presenta il portale d'ingresso sormontato da un rilievo, quattro nicchie con statue e una finestra a lunetta.
Annesso alla parrocchiale è il campanile a base quadrata, la cui cella, coperta dal coronamento metallico, presenta su ogni lato una monofora affiancata da lesene sorreggenti un frontoncino.

### Interno
L'interno dell'edificio si compone di un'unica ampia navata, sulla quale si affacciano le cappelle laterali, introdotte da grandi archi a tutto sesto, e le cui pareti sono caratterizzate da colonne terminanti con capitelli ionici e sorreggenti la trabeazione modanata e aggettante sopra la quale poggiano i pennacchi su cui si imposta la cupola; al termine dell'aula si sviluppa il presbiterio, rialzato di alcuni gradini, ospitante l'altare maggiore e chiuso dall'abside di forma semicircolare.
Qui sono conservate diverse opere di pregio, tra le quali la pala raffigurante la Madonna con i santi Giovanni Battista, Biagio e Domenico, realizzata nel 1576 da Giovanni Battista Trotti detto il Malosso, la pala ritraente la Deposizione con san Carlo Borromeo, eseguita da Andrea Mainardi nel 1580, l'organo, costruito dalla ditta Tamburini, e gli affreschi del pittore Giovanni Secchi, risalenti all'inizio del Novecento.